# 馮達道
馮達道（1626年10月31日—17世紀），字惇五，南直隸常州府武進縣人，清朝政治人物。

## 生平
馮達道是順治三年（1646年）丙戌科江南鄉試第六十九名舉人，四年（1647年）丁亥科二甲第三十九名進士。都察院觀政，六年（1649年）授戶部雲南司主事，升郎中，曾上請免去袁州、瑞州兩府三百年所欠錢糧，在公庭每夜焚香祈求得准，七日後朝廷果然下達俞旨，升河東鹽運使。

## 家族
曾祖馮鑑；祖父馮時敏；父馮奇遇。

## 引用
1. 1 2  光緒《武進陽湖縣志·卷二十四·人物志》：馮達道，字惇五，順治四年進士，厯官河東鹽運使，為戶部郎中時江右藩司應詔論及袁瑞二府三百年應蠲未蠲之浮糧，疏下部議，達道曰此：「千載一時也。」偕同官力議請蠲，堂官以軍需孔亟為嫌，達道固請始入奏，達道每夜焚香於庭為民乞命，七日果得俞旨。
2. ↑  光緒《武進陽湖縣志·卷十九·選舉》：進士……國朝順治四年丁亥……馮達道 河東鹽運使……舉人……國朝……（順治）三年丙戌……馮達道
3. 1 2  《順治四年丁亥科進士三代履歷》：馮達道，曾祖鑑；祖時敏；父奇遇。惇五，詩一房，丙寅年九月十二日生，武進縣人，六十九名，會試二十名，二甲三十九名，都察院觀政，己丑授戶部雲南司主事，庚寅清江造舡。